# Tankeforbrydelse (1984)
Tankeforbrydelse  er et begreb i George Orwells roman "1984". Tankeforbrydere dem der er uenige i den herskende orden, som tankepolitiet opdager, enten på teleskærmen (overvågningskamera det står i alle hjem og nogen steder på gaden); tankepolitiet kan også opdage det hvis nogen af de spioner der er på gaden opdager det.